# Statutum in favorem principum
Statutum in favorem principum (în traducere „Statut în favoarea principilor”- denumirea datează din secolul al XIX-lea) sau „Decizia de la Worms” (în germană Reichsspruch von Worms), emis la Dieta de la Worms pe 1 mai 1231 este documentul prin care regele romano-german Henric al II-lea a acordat privilegii principilor Sfântului Imperiu Roman. Anterior regele intrase în conflict cu principii imperiali, mai ales datorită politicii sale de susținere a orașelor. Împăratul Frederic al II-lea, tatăl regelui Henric al II-lea, a confirmat privilegiile în mai 1232.

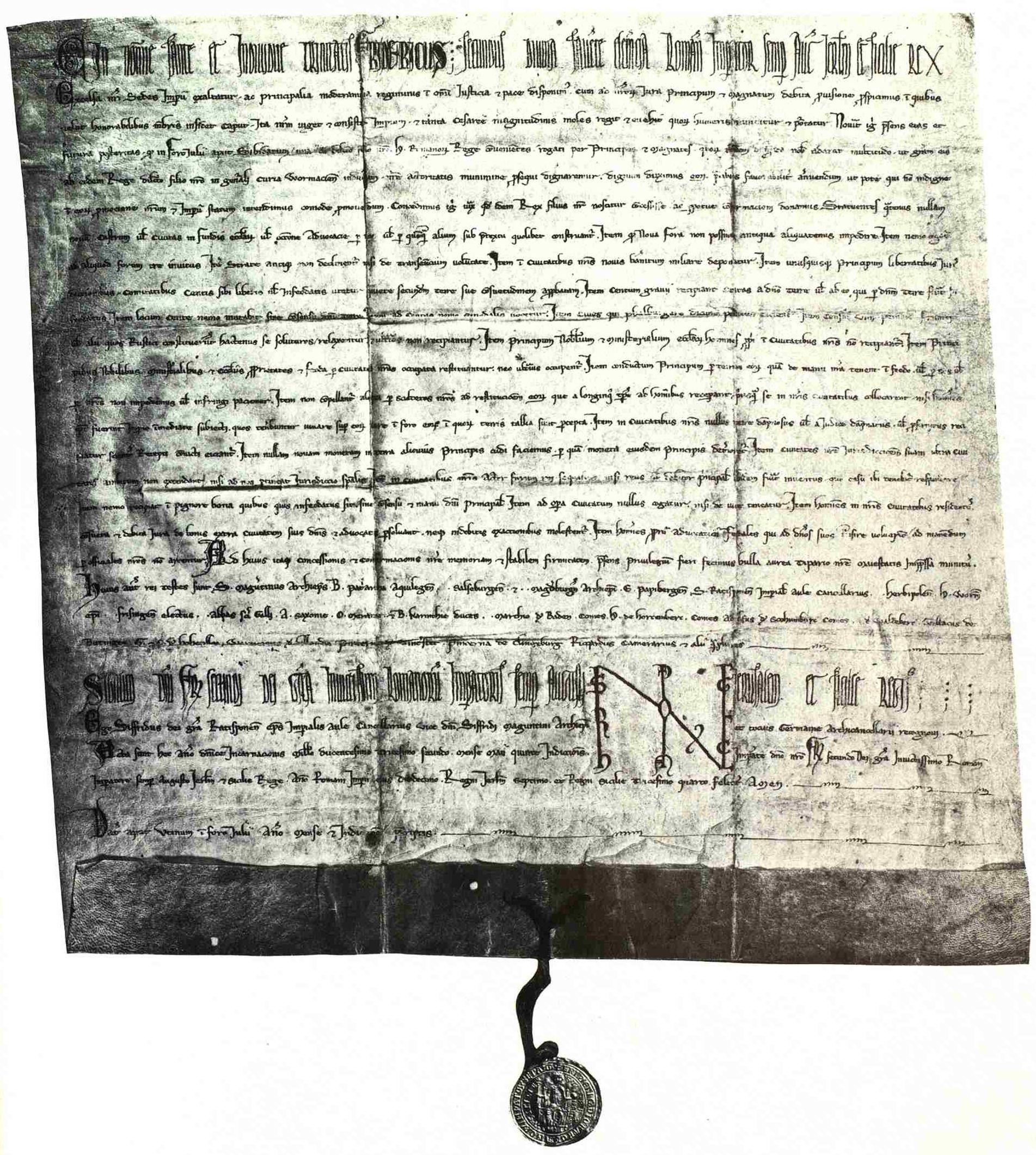
Statutum in favorem principum (copia de la Würzburg)

Documentul conține 23 de articole care precizează toate privilegiile acordate și dobândite de principi până în acel moment. În plus, documentul reprezintă o declarație de garantare în viitor a respectivelor  privilegii, între care se numărau independența lor privind administrarea propriului teritoriu, jurisdicția și perceperea taxelor vamale. Împreună cu Confoederatio cum principibus ecclesiasticis, documentul a constituit punctul de plecare al dezvoltării federalismului în imperiu și în statele sale succesoare.

## Istorie
Ducatele, autonome inițial, fuzionaseră în secolul al XII-lea devenind principate imperiale dependente. Această schimbare, care a generat și conflicte după cum arată disputele dintre Henric Leul și împărații Staufer, părea să ducă la o organizare mai centralizată. Situația s-a schimbat în timpul domniei împăratului Frederic al II-lea. Pe de o parte, ca și în Sicilia, regatul său, Frederic a încercat să sporească puterea regală întemeind cetăți în teritoriile episcopale. Pe de altă parte, el a rezidat mai ales în Sicilia și fiind mult timp absent din teritoriile germane nu putea avea influență efectivă asupra principilor. În plus, datorită conflictelor sale constante cu papalitatea, Frederic se afla într-o relație conflictuală și cu principii imperiali. Fiul său, regele Henric al II-lea, care cârmuia doar teritoriile germane, urmărea aparent același scop și anume să creeze o contrabalansare a principilor prin promovarea orașelor, dar deoarece era prea tânăr îi lipsea autoritatea asupra principilor. Pe lângă toate acestea, principii nu au fost de acord cu faptul că Henric promovase numeroși ministerialis care au deveniseră consilierii săi. Provocând astfel opoziția principilor, în ianuarie 1231 a trebuit să renunțe la politica sa de susținere a orașelor, principii obținând numeroase concesii în mai 1231 la Dieta de la Worms.
Împăratul Frederic al II-lea a confirmat privilegiile acordate principilor imperiali un an mai târziu, când se afla la Cividale del Friuli pentru negocieri. Ca urmare a acestei confirmări împăratul a pretins ca principii să poarte mai multă responsabilitate în ceea ce privea imperiul.

## Conținut
Articolele 1 - 5 interziceau construirea de castele și orașe regale pe teritoriile principilor ecleziaști, respectiv pe cheltuiala acestora. Mai ales întemeierea unor orașe pe teritoriile lor a dus la nemulțumirea principilor ecleziaști. De asemenea, a fost interzisă desființarea vechilor târguri prin înființarea noilor târguri fiind ridicată restricția vizitării doar a unora dintre ele și a fost înlăturată zona de interdicție din jurul orașelor regale nou înființate.
În articolele 6 - 9 era recunoscut dreptul principilor de a legifera, ceea ce, pe termen lung, a dus la înlocuirea legilor cutumiare predominante cu legi teritoriale.
Articolele 10 - 23 erau îndreptate în principal împotriva orașelor regale cărora le-a fost interzisă, între altele, găzduirea principilor laici și ecleziastici și extinderea jurisdicției municipale pe cheltuiala principilor. Mai mult, alodiile și feudele pe care orașele puseseră stăpânire trebuiau restituite. Principilor le era garantat dreptul la escortă și dreptul de a bate monedă.

## Efecte
Prin recunoașterea unui anumit federalism, Sfântul Imperiu Roman a urmat o cale diferită față de celelalte imperii europene care s-au unficat, cu excepția Italiei (unificată abia în secolul al XIX-lea). Observând situația constituțională actuală din statele moderne ale Europei, se poate constata că statutul din 1231 produce efecte și astăzi. Doar statele care la acea vreme făceau parte din Sfântul Imperiu Roman (Germania, Austria, Elveția) au o tradiție federală constantă, în timp ce în celelalte mari state europene federalismul (respectiv devoluția) a prevalat întotdeauna în fața eforturilor de autonomizare ale unor anumite zone după 1945. Însăși state ca Franța, Spania și Marea Britanie, se consideră state unitar care au acordat anumite drepturi unor regiuni individuale.

## Cercetare
În secolul al XIX-lea cercetătorii au considerat Statutum in favorem principum și  Confoederatio cum principibus ecclesiasticis ca fiind pași decisivi către particularismul german. Cercetări mai recente susțin însă că cele două documente au acordat ca privilegii doar drepturile ce fuseseră exercitate de principii spirituali și laici de-a lungul mai multor decenii, care au fost astfel recunoscute și confirmate oficial.
Drepturile regale trecuseră deja de la nivelul regelui la cel al principilor în cursul unui proces mai lung și erau deja drepturi cutumiare ale principilor imperiali, prin cele două documente ele fiind doar stabilite în scris. Acest proces a avut loc în special în ultimii ani ai domniei lui Frederic I și în timpul așa-numitei „dispute pentru tronul german” dintre anii 1198 și 1215.
În istorie Statutum in favorem principum este uneori comparat cu Carta Magna Leonesa a Regatului León (1188), cu Magna Carta Libertatum a Angliei (1215) și cu Bula de Aur a regelui Andrei al II-lea al Ungariei (1222).